# Jani Lakanen
Jani Lakanen, Jani Ensio Lakanen, född 11 december 1976  finsk orienterare, vann långdistansen på VM 2006.